# Шарбя
Ша́рбя (пол. Szarbia) — село в Польше в сельской гмине Конюша Прошовицкого повета Малопольского воеводства.
Село располагается в 8 км от административного центра сельской гмины села Конюша, в 9 км от административного центра повета города Прошовице и в 24 км от административного центра воеводства города Краков.
В 1975—1998 годах село входило в состав Краковского воеводства.
C 1997 по 1999 год на территории села проводились археологические раскопки, во время которых были обнаружены несколько десятков захоронений и остатков поселений неолита и раннего бронзового периода.